# Vittorio Visini
Vittorio Visini (Chieti, 25 maggio 1945) è un ex marciatore italiano.

## Carriera
Primatista italiano di presenze nella nazionale di atletica leggera con 67, è stato per quasi un ventennio uno dei più grandi specialisti italiani della marcia. È stato tecnico federale FIDAL del settore marcia dal 2000 al 2012.

## Record nazionali
Seniores
- Marcia 20 Km su pista: 1h30'03"4 m ( Fara Gera d'Adda, 8 aprile 1973)
- Marcia 20 Km su pista: 1h26'30"9 m ( Vicenza, 19 novembre 1977)
- Marcia 2 miglia: 12'51"5 ( Montreal, 17 marzo 1978[2][3])
- Marcia 2 miglia: 12'57"6 ( Genova, 11 febbraio 1978[4])
- Marcia 3 km: 11'43"03 ( Milano, 22 febbraio 1978[5])
- Marcia 15 miglia: 1h48'41"2 m ( Vicenza, 16 novembre 1974[6])
- Ora di marcia: Km 13,467 (, 15 aprile 1972[7])
- Ora di marcia: Km 13,681 ( Bologna, 3 novembre 1973[8])
- Marcia 10 Km: 42'29"9 m ( Bologna, 3 novembre 1973[8])
- 2 ore di marcia: Km 26,488 ( Vicenza, 16 novembre 1974[6])
- 2 ore di marcia: Km 26,853 ( Vicenza, 21 ottobre 1979)
- Marcia 25 Km: ( Vicenza, 16 novembre 1974[6])
- Marcia 30 Km: 2h16'59"4 m ( Vicenza, 1º novembre 1975)
- Marcia 30 Km: 2h15'51"0 m ( Vicenza, 21 ottobre 1979)
- Marcia 50 Km: 4h08'09"6 m ( Nerviano, 6 novembre 1975)
- Marcia 20 miglia: 2h27'38"6 m ( Vicenza, 1º novembre 1975[9])
- Marcia 25 miglia: 3h15'44"2 m ( Nerviano, 16 novembre 1975[9])

## Palmarès
| Anno | Manifestazione          | Sede              | Risultato | Gara  | Tempo       | Note   |
| ---- | ----------------------- | ----------------- | --------- | ----- | ----------- | ------ |
| 1966 | Europei                 | Budapest          | 8º        | 50 km | 4h26'22"4 m |        |
| 1967 | Giochi del Mediterraneo | Tunisi            | Oro       | 50 km | 4h39'53"7 m | [ 10 ] |
| 1968 | Olimpiadi               | Città del Messico | 6º        | 50 km | 4h36'33"2 m |        |
| 1969 | Europei                 | Atene             | rit.      | 50 km | -           |        |
| 1971 | Europei                 | Helsinki          | 15º       | 50 km | 4h20'45"8 m |        |
| 1971 | Giochi del Mediterraneo | Smirne            | Argento   | 50 km | 4h29'19"4 m | [ 10 ] |
| 1972 | Olimpiadi               | Monaco di Baviera | 8º        | 20 km | 1h32'30"0 m |        |
| 1972 | Olimpiadi               | Monaco di Baviera | 7º        | 50 km | 4h08'31"4 m |        |
| 1974 | Europei                 | Roma              | rit.      | 20 km | -           |        |
| 1974 | Europei                 | Roma              | 4º        | 50 km | 4h05'43"6 m |        |
| 1975 | Giochi del Mediterraneo | Algeri            | 4º        | 20 km | 1h40'27"5 m |        |
| 1976 | Olimpiadi               | Montreal          | 8º        | 20 km | 1h29'31"6 m |        |
| 1976 | Mondiali                | Malmö             | dnf       | 50 km | -           |        |
| 1978 | Europei                 | Praga             | 6º        | 50 km | 3h57'42"8 m |        |

## Campionati nazionali
- 8 volte campione nazionale assoluto di marcia ≥ 25 km (Campione italiano di marcia su strada) (1970, 1971, 1972, 1973, 1974, 1975, 1981)
- 8 volte campione nazionale assoluto della marcia indoor (19702, 1971, 1972, 1973, 1974, 1975, 1976, 1978)

1970
- Oro ai campionati italiani assoluti indoor (Genova), marcia 2000 m piani - 8'02"8 (m)
- Oro ai Campionati italiani di marcia su strada (Recco, GE), Marcia 20 km strada - 1h25'25"4  (m)
- Oro ai Campionati italiani di marcia su strada (campionati italiani assoluti) (Gassino, TO), Marcia 50 km strada - 4h30'53"2 (m)

1971
- Oro ai campionati italiani assoluti indoor (Genova), marcia 2000 m piani - 8'07"0 (m)
- Oro ai Campionati italiani di marcia su strada (campionati italiani assoluti) (Suna Verbania, VC), Marcia 50 km strada - 4h06'45"0  (m)

1972
- Oro ai campionati italiani assoluti indoor (Genova), marcia 3000 m piani - 12'40"4 (m)
- Oro ai Campionati italiani di marcia su strada (campionati italiani assoluti) (Schio, VI), Marcia 50 km strada - 4h04'44"2  (m)

1973
- Oro ai campionati italiani assoluti indoor (Genova), marcia 3000 m piani - 12'26"8 (m)
- Oro ai Campionati italiani di marcia su strada (campionati italiani assoluti) (Fermo, AP), Marcia 50 km - 4h24'45"0 (m)

1974
- Oro ai campionati italiani assoluti indoor (Genova), marcia 3000 m piani - 12'03"0 (m)
- Oro ai Campionati italiani di marcia su strada (campionati italiani assoluti) (Palazzolo), Marcia 50 km - 4h06'03"0 (m)

1975
- Oro ai campionati italiani assoluti indoor (Genova), marcia 3000 m piani - 11'59"4 (m)
- Oro ai Campionati italiani di marcia su strada (campionati italiani assoluti) (Luino, VA), Marcia 50 km - 4h07'43"0 (m)

1976
- Oro ai campionati italiani assoluti indoor (Milano), marcia 3000 m piani - 11'55"22

1978
- Oro ai campionati italiani assoluti indoor (Milano), marcia 3000 m piani - 11'43"3 (m)

1981
- Oro ai Campionati italiani di marcia su strada (campionati italiani assoluti) (Ascoli), Marcia 50 km - 4h07'16"3 (m)

## Altre competizioni internazionali
1965
- 11º (4º come squadra) nei Campionati del mondo a squadre di marcia ( Pescara), marcia 10 km - 1h36'11"8 (m)

1970
- Rit. (5º come squadra) nei Campionati del mondo a squadre di marcia ( Eschborn), marcia 50 km

1973
- 9º ( Bronzo come squadra) nei Campionati del mondo a squadre di marcia ( Lugano), marcia 50 km - 4h09'25"0  (m)

1975
- 5º (5º come squadra) nei Campionati del mondo a squadre di marcia ( Le Grand-Quevilly), marcia 20 km - 1h27'38"0  (m)

1977
- Oro in Triangolare Italia-USA-GB ( Torino), marcia 10 km - 41'15'5" (m) (Migliore prestazione europea stagionale)

1979
- 23º (4º come squadra maschile) nei Campionati del mondo a squadre di marcia ( Eschborn), marcia 50 km -  4h02'28"  (m)

1985
- 7º in Coppa del Mondo di Corsa in Montagna[11]( San Vigilio di Marebbe),